# Joodse begraafplaats (Zuidbroek)
De Joodse begraafplaats van Zuidbroek in de Nederlandse provincie Groningen ligt aan de Botjesweg, bij de zuidwesthoek van Botjes Zandgat. Het wordt ook wel de Israëlitische begraafplaats of het Jodenkerkhof genoemd. Dit was de begraafplaats voor Joodse inwoners van Noordbroek, Zuidbroek en nabijgelegen buurtschappen en gehuchten, zoals Uiterburen en 't Veen.
De Joden in Noordbroek en Zuidbroek maakten aanvankelijk deel uit van de Joodse gemeenten van Veendam of Hoogezand-Sappemeer. De laatste gemeente had een Joodse begraafplaats in Kolham. Op deze begraafplaats zijn nog vijf grafstenen te vinden van Joden uit Noord- en Zuidbroek.
Het was echter wenselijk voor de Joden in Noord- en Zuidbroek een eigen begraafplaats te hebben. Lange tijd werden de overledenen begraven op het zogenoemde galgenkerkhof, een afgezonderd deel aan de westzijde van de begraafplaats rond de Hervormde Gemeente. Daar werden ook terechtgestelde misdadigers, vreemdelingen, armen en ongedoopten begraven. In de periode 1840-1871 zijn hier ten minste vier Joden begraven. In 1886 werd een stuk land aan 't Veen en de huidige Botjesweg gekocht en bestemd tot een Joodse begraafplaats. Met dertig zerken behoort het tot de kleinste Joodse begraafplaatsen.
Reeds voor de Tweede Wereldoorlog was de Joodse gemeenschap van Noord- en Zuidbroek te klein om zelfstandig verder te kunnen gaan. In 1924 werd Noord- en Zuidbroek weer bij Hoogezand-Sappemeer gevoegd. De begraafplaats bleef wel nog in gebruik. Tussen 1924 en 1938 vonden nog zes begrafenissen plaats. Na de Tweede Wereldoorlog keerden geen Joden meer terug. Op de begraafplaats is een gedenkteken aangebracht: in een davidster staat de tekst:
een eeuwige naam zal ik hun geven
1942-1944